# Ankles Aweigh
Ankles Aweigh ist eine Musical-Komödie von Guy Bolton und Eddie Davis, deren Musik von Sammy Fain geschrieben wurde.
Aufführungszeitraum des Musicals, in dem 176 Shows gespielt wurden, war von April 1955 bis September 1955 im Mark Hellinger Theater am Broadway.

## Produktion
Das Buch zu Ankles Aweigh wurde von Guy Bolton, der auch die Bücher zu Anything Goes und Oh, Kay verfasste, und Eddie Davis geschrieben. Die Texte zu den Songs von Sammy Fain schrieb Dan Shapiro. Bolton, Davis und Shapiro arbeiteten bereits für Follow the Girls zusammen. Oscar Hammerstein, Bruder des Co-Produzenten Reginald Hammerstein, und Richard Rodgers investierten in das Stück, das bei einer Investition von 275.000 $ abschließend ein Defizit von 340.000 $ erreichte. Während der Proben zu Ankles Aweigh wurde Lew Parker (Dinky) für Myron McCormick eingetauscht und Sonny Tufts durch Mark Dawson in der Rolle des Leutnant Bill Kelley ersetzt.
Die New Yorker Kritiker waren wenig begeistert von dem Stück, sodass die Aufführungen im Mark Hellinger Theater vorzeitig beendet werden sollten. Brady Farrell, der Eigentümer des Theaters, sprach sich dagegen aus und ließ das Stück bis zur letzten Aufführung am 17. September 1955 weiter laufen. Als Farrell aufgrund der hohen Kosten die Gagen kürzen musste, verließen Betty Kean, Mark Dawson und Thelma Carpenter die Produktion.

## Handlung
Wynne, ein Hollywood-Starlet, und ihre Schwester Elsey befinden sich auf Sizilien, um ihr Filmdebüt in einem Low-Budget-Musical zu drehen. Vor Ort verliebt Wynne sich in den US-Leutnant Bill Kelley und heiratet diesen gegen die Vertragsklausel heimlich. Um heimlich eine Hochzeitsreise anzutreten, verkleidet sich Wynne mit der Hilfe ihrer Schwester Elsey und den zwei Kameraden ihres Mannes, Dinky und Spud, und schleicht sich als Matrose auf sein Schiff, die USS Alamo, welche nach Marokko übersetzen soll.
Angekommen in Marokko treffen sie auf Bills eifersüchtige Ex-Freundin Lucia, welche mittlerweile die Geliebte des Anführers eines Spionagerings ist. Aus Rache, dass Bill Wynne geheiratet hat, verwickelt Lucia diesen in einen Spionagefall. Mit der Hilfe von Dinky und Spud finden die beiden Schwestern einen Weg, Bill von einer Anklage freizusprechen und ihn als Held zu feiern.

## Songliste
Quelle:

### Akt 1
1. Italy (Boys and Girls)
2. Old-Fashioned Mothers (Elsey and Wynne)
3. Skip the Build-Up (Elsey and Dinky)
4. Nothing at All (Wynne and Bill)
5. Walk Like a Sailor (Wynne, Dinky, Spud, Girls, Elsey, Hank Brujes and Skeet Geunther)
6. Headin’ for the Bottom (Chipolata, Girls and Patrons of night spot)
7. Nothing Can Replace a Man (Wynne and Boys)
8. Here’s to Dear Old Us (Elsey, Dinky and Spud)
9. His and Hers (Wynne and Bill)
10. La Festa (Natives, Boys and Girls)

### Akt 2
1. Ready Cash (Croupiers and Gamblers)
2. Kiss Me and Kill Me with Love (Wynne and Bill)
3. Honeymoon (Elsey and Girls)
4. The Villain Always Gets It (Boys and Girls)
5. The Code (Joe’s Henchmen)
6. Walk Like a Sailor (Dance) (Reprise) (Boys and Girls)
7. Eleven O’Clock Song (Elsey and Wynne)
8. Finale (Entire Company)

## Rollen
| Name der Rolle        | Besetzung bei der Premiere am 18. April 1955 |
| --------------------- | -------------------------------------------- |
| Elsey                 | Betty Kean                                   |
| Wynne                 | Jane Kean                                    |
| Lt. Bill Kelley       | Mark Dawson                                  |
| Dinky                 | Lew Parker                                   |
| Captain Zimmermann    | Mark Allen                                   |
| Chipolata             | Thelma Carpenter                             |
| Pizza Cart Man        | Frank Conville                               |
| Tommy                 | Bill Costin                                  |
| Spud                  | Gebariel Dell                                |
| Tony / Sänger         | Herb Fields                                  |
| Lucia                 | Betty George                                 |
| Shore Patrol / Tänzer | Skeet Guenther                               |
| Russ                  | Ed Hanley                                    |
| Admiral Pottles       | Will Hussung                                 |
| Joe Mancinni          | Mike Kellin                                  |
| Camera Man / Sänger   | Ray Mason                                    |
| The Duchess / Sänger  | Karen Shepard                                |
| Native Girls / Sänger | Nancy Walters                                |

## Aufführungen
Ankles Aweigh wurde vom 18. April 1955 bis zum 17. September 1955 im Mark Hellinger Theater am Broadway aufgeführt. Insgesamt wurden dabei 176 Shows gespielt.
Eine Wiederaufführung fand am 13. Juli 1988 in East Haddam, Connecticut (Goodspeed Opera House) statt. Das Buch wurde dafür von Charles Busch überarbeitet. Für die Neuauflage des Stückes wurden die Songs An Old-Fashioned Mother, The Villain Always Gets It und The Code entfernt, ein neuer Titel wurde für das Finale des ersten Aktes geschrieben (The Chase) und der Titel I can Dream, Can’t I? aus dem Broadway-Musical Right This Way von 1938 hinzugefügt. Trotz der Auffrischung wurde auch die Neuaufführung nicht zum großen Erfolg. Während sich das Publikum angetaner äußerte als zuvor, waren die Kritiker ebenso wenig begeistert wie zu Zeiten der Erstaufführung.

## Kritik
Die kurze Aufführungsspanne von fünf Monaten spiegelt das Interesse und die Begeisterung der Zuschauer wider. Walter Kerr schrieb über das Musical, dass es ein offener, unverfrorener Rückfall auf die Musicals der 1920er- und 1930er-Jahre sei, mit altbackenen und anzüglichen Witzen. Ethan Mordden beschreibt das Stück in seinem Werk Anything Goes – A History of American Musical Theatre als “derivative goulash of guilty pleasures”.
Die Kolumnisten Walter Winchell und Ed Sullivan sprachen sich für das Stück aus. Die Kritiker seien ihrer Meinung nach “… unable to enjoy an old-fashioned extravaganza.” Die Kritiken blieben dennoch größtenteils negativ: John McClain vom New York Journal-American schrieb über das Stück, dass es „banal“ und „kitschig“ sei und der einzige Höhepunkt die männliche Tanznummer The Code gewesen sei.